# Elektro Beckhoff
Elektro Beckhoff GmbH ist ein deutsches Handwerksunternehmen, welches in der Gebäudetechnik tätig ist. Das Unternehmen hat seinen Hauptsitz im ostwestfälischen Verl. Es wurde 1953 gegründet, gehört zur Beckhoff Unternehmensgruppe und ist deutschlandweit an zwölf Standorten vertreten.

## Geschichte
Elektro Beckhoff wurde 1953 von Arnold Beckhoff in Verl gegründet. 1981 starb der Firmengründer an den Folgen einer Krankheit. Dessen Frau übergab das Unternehmen an ihre vier Kinder Arnold, Hans, Marlies und Michael. Im selben Jahr hatte Elektro Beckhoff 25 Mitarbeiter und erwirtschaftete einen Umsatz von 2,5 Millionen Mark. 2005 erfolgte die Aufteilung in Elektro Beckhoff, welches im Geschäftsfeld der Gebäudetechnik tätig ist, Beckhoff Automation, welches Automatisierungstechnik entwickelt und produziert und dem Einzelhandelsgeschäft Beckhoff Technik und Design. Seit 2014 beziehungsweise 2023 sind Stefan und Thomas Beckhoff in der Geschäftsführung tätig. Damit wird das Familienunternehmen in der zweiten beziehungsweise dritten Generation geführt. 2021 erwirtschaftete Elektro Beckhoff mit 940 Mitarbeitern einen Umsatz von 142 Millionen Euro.